# Zapasy na Letnich Igrzyskach Olimpijskich 1984 – kategoria do 100 kg w stylu klasycznym
Zmagania mężczyzn do 100 kg to jedna z dziesięciu męskich konkurencji w zapasach w stylu klasycznym rozgrywanych podczas Letnich Igrzysk Olimpijskich 1984. Pojedynki w tej kategorii wagowej odbyły się w dniach 1 – 3 sierpnia.

## Klasyfikacja[1]
| Pozycja | Nazwisko              | Kraj              |
| ------- | --------------------- | ----------------- |
| 1       | Vasile Andrei         | Rumunia           |
| 2       | Greg Gibson           | Stany Zjednoczone |
| 3       | Jožef Tertei          | Jugosławia        |
| 4       | Jeorjos Pikilidis     | Grecja            |
| 5       | Franz Pitschmann      | Austria           |
| 6       | Fritz Gerdsmeier      | RFN               |
| 7       | Karl-Johan Gustavsson | Szwecja           |
| .       | Yoshihiro Fujita      | Japonia           |

## Zasady[2]
Uczestnicy zostali podzieleni na dwie grupy. Zawodnik który przegrał dwie walki odpadł z dalszej rywalizacji.
- TF — Łopatki
- ST — Przewaga (12 punktów różnicy, przewaga techniczna)
- PP — Na punkty (1-7 punktów różnicy, pokonany zdobył punkty)
- PO — Na punkty (1-7 punktów różnicy, pokonany bez punktów)
- PS — Pasywność (Przy prowadzeniu różnicą 8-11 punktów)

## Wyniki

### Rundy eliminacyjne

#### Grupa A
| Przegrane | Zawodnik              | Wynik    | Czas/Punkty | Zawodnik              | Przegrane |         |
| Runda 1   | Runda 1               | Runda 1  | Runda 1     | Runda 1               | Runda 1   | Runda 1 |
| --------- | --------------------- | -------- | ----------- | --------------------- | --------- | ------- |
| 0         | Jeorjos Pikilidis     | 3-1 PP   | 7-1         | Franz Pitschmann      | 1         |         |
| 1         | Karl-Johan Gustavsson | 0-4 ST   | 0-13        | Vasile Andrei         | 0         |         |
| Runda 2   |                       |          |             |                       |           |         |
| 0         | Jeorjos Pikilidis     | 4-0 ST   | 16-1        | Karl-Johan Gustavsson | 2         |         |
| 2         | Franz Pitschmann      | 0-4 ST   | 2-15        | Vasile Andrei         | 0         |         |
| Finał     |                       |          |             |                       |           |         |
|           | Jeorjos Pikilidis     | 0-3.5 PS | 4:05        | Vasile Andrei         |           |         |

#### Klasyfikacja
| Zawodnik              | Przegrane | Runda | Punktacja | Finał |
| --------------------- | --------- | ----- | --------- | ----- |
| Vasile Andrei         | 0         | -     | 8         | 3.5   |
| Jeorjos Pikilidis     | 0         | -     | 7         | 0     |
| Franz Pitschmann      | 2         | 2     | 1         |       |
| Karl-Johan Gustavsson | 2         | 2     | 0         |       |

#### Grupa B
| Przegrane | Zawodnik         | Wynik   | Czas/Punkty | Zawodnik         | Przegrane |         |
| Runda 1   | Runda 1          | Runda 1 | Runda 1     | Runda 1          | Runda 1   | Runda 1 |
| --------- | ---------------- | ------- | ----------- | ---------------- | --------- | ------- |
| 1         | Fritz Gerdsmeier | 0-4 TF  | 5:39        | Jožef Tertei     | 0         |         |
| 0         | Greg Gibson      | 4-0 ST  | 14-1        | Yoshihiro Fujita | 1         |         |
| Runda 2   |                  |         |             |                  |           |         |
| 2         | Fritz Gerdsmeier | 1-3 PP  | 1-6         | Greg Gibson      | 0         |         |
| 0         | Jožef Tertei     | 4-0 TF  | 1:33        | Yoshihiro Fujita | 2         |         |
| Finał     |                  |         |             |                  |           |         |
|           | Jožef Tertei     | 1-3 PP  | 2-3         | Greg Gibson      |           |         |

#### Klasyfikacja
| Zawodnik         | Przegrane | Runda | Punktacja | Finał |
| ---------------- | --------- | ----- | --------- | ----- |
| Greg Gibson      | 0         | -     | 7         | 3     |
| Jožef Tertei     | 0         | -     | 8         | 1     |
| Fritz Gerdsmeier | 2         | 2     | 1         |       |
| Yoshihiro Fujita | 2         | 2     | 0         |       |

### Runda finałowa[9]
| Zawodnik          | Wynik           | Czas/Punkty     | Zawodnik         |                 |
| O piąte miejsce   | O piąte miejsce | O piąte miejsce | O piąte miejsce  | O piąte miejsce |
| ----------------- | --------------- | --------------- | ---------------- | --------------- |
| Franz Pitschmann  | 3-1 PP          | 7-5             | Fritz Gerdsmeier |                 |
| O brązowy medal   |                 |                 |                  |                 |
| Jeorjos Pikilidis | 0-3 PO          | 0-3             | Jožef Tertei     |                 |
| Finał             |                 |                 |                  |                 |
| Vasile Andrei     | 4-0 ST          | 12-0            | Greg Gibson      |                 |